# Asthénie (bande dessinée)
Pour les articles homonymes, voir asthénie.
Asthénie est une série de bande dessinée scénarisée par Joël Callède et dessinée par Roland Pignault. Elle est colorisée par Véronique Sutter.
Éditée en janvier 2009, elle raconte l'histoire de Jason Newman, célèbre avocat jeune et brillant, souffrant d'asthénie due à des insomnies chroniques. Il tente par tous les moyens de se faire soigner car cette maladie commence à faire déraper sérieusement sa vie professionnelle et affective.
Il atterrit chez un nouveau docteur, assez mystérieux, qui le guérit presque d'un coup. La guérison s'accompagne d'effets secondaires très perturbants.